# Delmiro Gouveia
Delmiro Gouveia là một đô thị thuộc bang Alagoas, Brasil. Đô thị này có diện tích 609,7 km², dân số năm 2007 là 41111 người, mật độ 67,4 người/km².